# Hôtel Waldhaus (Sils)
Pour les articles homonymes, voir Hôtel Waldhaus.
L’hôtel Waldhaus est un hôtel historique situé dans la localité Sils-Maria dans la commune de Sils im Engadin/Segl en Haute-Engadine, dans le canton des Grisons, en Suisse. Ouvert en 1908, c'est l'un des rares hôtels cinq étoiles en Suisse qui soit exploité par la même famille depuis sa création.

## Historique
L'hôtel Waldhaus est ouvert le 15 juin 1908. Il a été réalisé à la demande de Josef Giger (1847-1921) et de sa femme Amalie Nigg. Ils avaient dirigé divers grands hôtels en Suisse ainsi qu'en Italie et en Russie, avant de choisir la colline surplombant Sils-Maria pour y réaliser un hôtel dont ils seraient les propriétaires. Giger a alors 58 ans et Amalie souffre d'arthrite et est en chaise roulante. Pour réunir les fonds nécessaires à leur projet, ils s’associent à Josef Wolflisberg (gendre de Giger), Anton Bon (beau-frère d’Amalie, bâtisseur avec sa femme Marie Nigg du Park Hotel de Vitznau et du Suvretta House de Saint-Moritz), Josef Kienberger et son frère Oskar Kienberger (fils de Josef Kienberger, aussi un hôtelier, Oskar épousera en 1911 la fille des Giger).

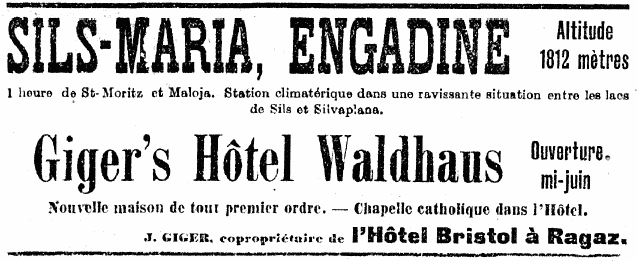
Annonce parue dans le Journal de Genève du 28 mai 1908.

### Contexte
Le Waldhaus s’inscrit dans la longue liste d’hôtels prestigieux construits entre 1870 et 1914 dans les Alpes. Les premiers atouts ont été les sources thermales qui connaissent un engouement exceptionnel au XIXe siècle et durant la Belle Époque. La source ferrugineuse de Saint-Moritz était réputée déjà au Moyen Âge. Des auberges y sont ouvertes au premier tiers du XIXe siècle, puis le Curhaus (la maison de cures), des hôtels et pensions. Progressivement, des hôtels sont bâtis dans d’autres villages et en des lieux isolés. On compte pas moins de 2900 lits à Saint-Moritz et 1200 à Pontresina vers 1890. Le terme « station climatérique » inséré dans l’annonce d’ouverture de l’hôtel Waldhaus témoigne de cet attrait pour les cures de santé dans le climat reconnu bienfaisant de la Haute-Engadine.
C'est dès les années 1860 qu’apparaissent les premiers hôtels et pensions à Sils-Maria. Friedrich Nietzsche y séjourne dans les années 1880. Aux constructions modestes de 20 à 60 lits et au gré des transformations et agrandissements succèdent des établissements plus vastes, surtout durant la première décennie du XXe siècle. En 1906-1907, l’Hôtel-Pension Margna débute les saisons d’hiver.
Pour le mois de janvier 2015, les statistiques fédérales par commune recensent 1 414 lits disponibles à Sils (au 28e rang des nuitées par commune en Suisse, avec plus de 25 000 nuitées) et 5 048 lits disponibles à Saint-Moritz (5e rang, 92 500 nuitées).

### Construction
Josef Giger a longuement pensé à de nombreux aspects de l’hôtel, à commencer par le lieu surplombant le village (un éloignement offrant une « oasis de luxe particulièrement prisée de la société distinguée »). Le bâtiment a un plan en « L », les chambres s’alignent des deux côtés du couloir principal et du couloir transversal côté nord. Son choix de placer la cuisine (qui jouit d’une vue magnifique sur la vallée) à l’étage des salons et en lien direct avec les salles à manger est apprécié aujourd’hui encore. L’hôtel compte de nombreuses chambres pour loger le personnel (aujourd’hui encore une cinquantaine). Le bâtiment est construit selon la méthode traditionnelle des moellons et des colombages, des matériaux locaux. Pour assurer une portée de plus de 8 mètres au-dessus des salons et salles à manger, des poutres métalliques ont été enchâssées dans les parois (pour un total de près de 100 tonnes).

Photo aérienne (Walter Mittelholzer, entre 1918 et1937).

Du côté nord, il y a onze niveaux, et seulement sept du côté sud, en raison de la pente. Ils sont nommés ainsi : « caves », « sous-sol » et « parterre », puis l’entrée principale donne accès à « l’étage des salons » (hall, salle à manger, bar, salle de musique, salle de lecture et cuisine), « l’entresol » est de plus faible surface car les salles et la cuisine ont la hauteur de deux étages, viennent ensuite le « Bel étage » (avec les plus belles chambres) et les étages 1 à 4, finalement les « combles ». Deux ascenseurs, un pour les hôtes (au mécanisme hydraulique jusqu’en 1923) et l’autre pour le personnel (électrique) complètent l’escalier principal et l’escalier de service.
La modernité est présente au travers de l’installation de 1 300 lampes électriques. Une petite centrale électrique est construite à l’origine pour le Waldhaus et l'Hôtel Barblan (non rentable, elle est revendue quelques années plus tard). Le bâtiment est équipé d’un chauffage central, d’une installation à eau chaude et d’un chauffage à la vapeur à basse pression, le tout complété par un système de ventilation. Une citerne installée sur la tour nord-est reçoit l’eau courante qui alimente tout l’hôtel (le raccordement au réseau ne se fera qu’en 1992). Au départ, il y avait 40 salles de bains particulières, un nombre élevé pour l’époque. La construction de l’hôtel, y compris le terrain et le mobilier, coûta 2,2 millions de francs, nettement plus que le budget établi à 1,6 million.

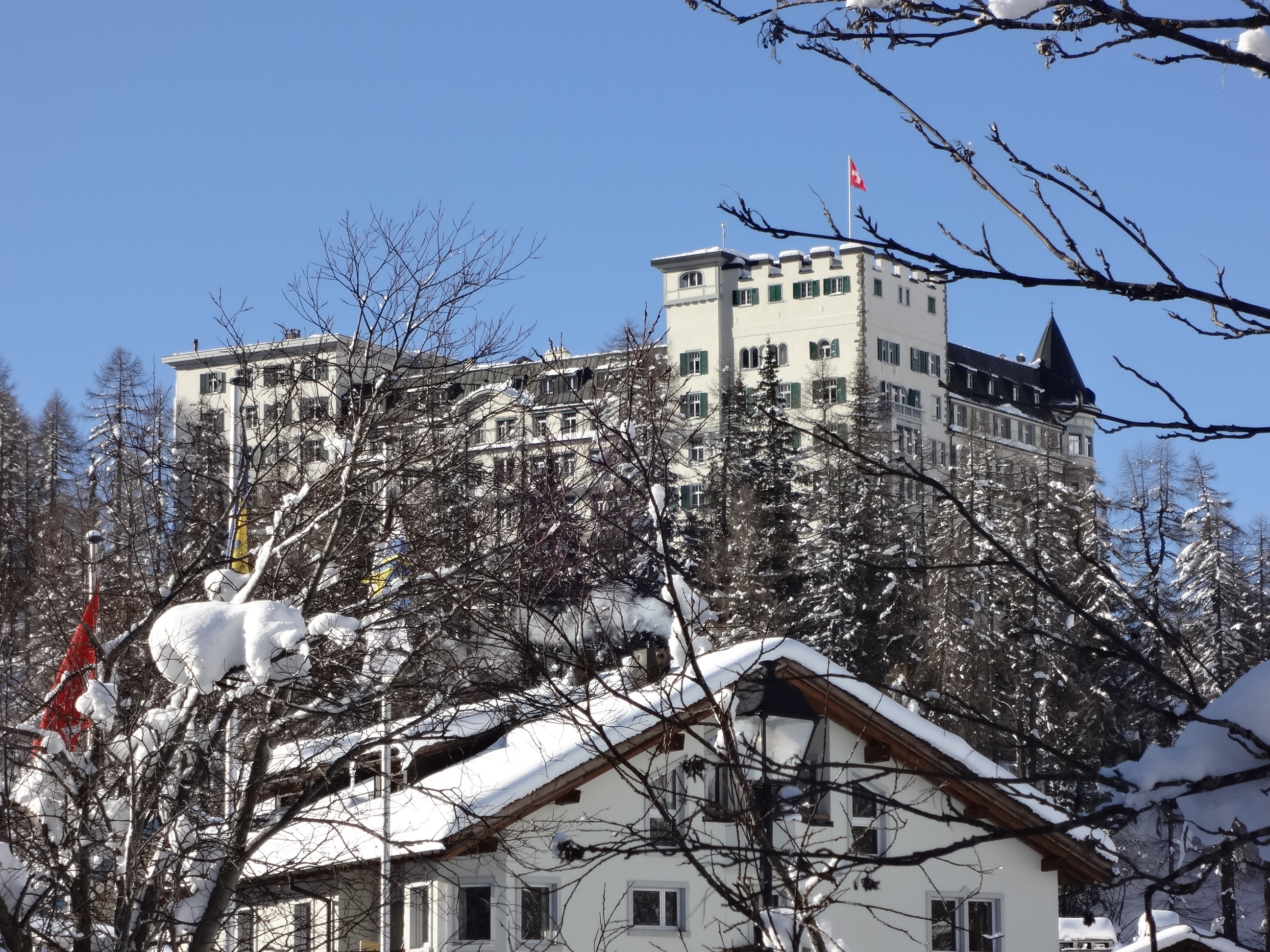
Le Waldhaus vu depuis Sils-Maria. Façade côté est.

### Styles
Si l'aspect général depuis la vallée est celui d’un « hôtel-château fort », la façade par contre a été voulue dès l’origine « d’une grande sobriété, (renonçant) aux multiples ornements initialement prévus, tels que frontons, linteaux et autres « signes extérieurs de richesse ». Le maître de l’ouvrage avait demandé à l’architecte « quelque chose de beau, de pratique et de solide », le luxe n’y est pas ostentatoire.
Aussi bien par son apparence que par son agencement, le bâtiment s'inscrit dans la suite du style Belle Époque, où l'exubérance a fait place à une plus grande simplicité. L’escalier central « compte parmi les escaliers Belle Époque les plus précieux de toute l’hôtellerie suisse ». Dès l’origine, le mobilier du hall et des salons privés comporte une grande variété de styles : Adam, Empire, Louis XVI, Biedermeier, etc. L’Art nouveau est représenté en particulier par de nombreux luminaires (grand escalier, salle à manger, hall, couloirs). Les chambres sont aussi meublées dans une grande variété de styles, dont Art déco.

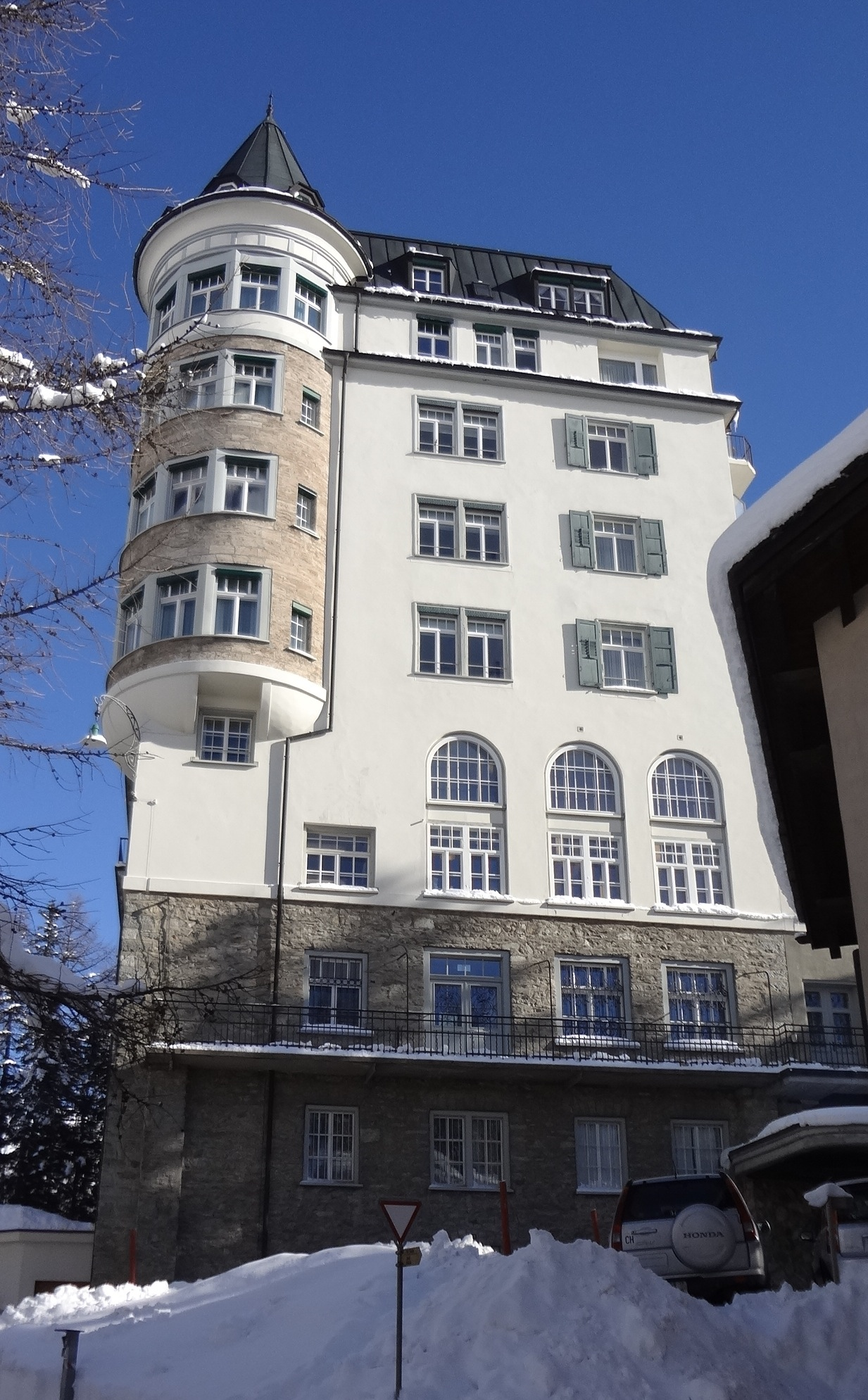
La tour nord-ouest du Waldhaus. On distingue les nombreux niveaux situés au nord du bâtiment. Les grandes fenêtres sur deux niveaux sont celles de la cuisine.

### Architectes et transformations
L’hôtel a été dessiné par l'architecte Karl Koller (de) pour l'hôtelier Josef Giger. Koller a réalisé son premier projet en Engadine en 1900 (l’hôtel Schweizerhof de Vulpera), puis en 1903 le Park Hotel de Vitznau, en 1905 le Grand Hôtel de Saint-Moritz, en 1906 le Bristol à Bad Ragaz, puis d'autres encore après le Waldhaus, ainsi que des maisons particulières et l’église de Sils en 1930. Koller dirige tous les travaux de transformations du Waldhaus durant trois décennies, dont la reconstruction immédiate de l’aile sud victime d’un incendie le 11 mars 1927. Le chantier de construction a été dirigé de 1905 à 1908 par Johann Ulrich von Salis de Malans.
Dans les années 1960, la première grande modernisation est réalisée par l'architecte Alberto Camenzind (de). L’entrée est réaménagée par l’architecte Duri Barblan (1909-1988) en 1967. Otto Glaus (1914-1996) réalise la piscine couverte en 1970, puis un sauna en 1994 avec Renato De Pellegrini. L’architecte Ferdinand Pfammatter (de) dirige les travaux des années 1970 et 1980 : agrandissement de la Salle à manger, salles de bains (leur nombre passe de 70 à 140), parking souterrain, salles de tennis et de jeu, salon de coiffure, immeubles pour le personnel.
Au début des années 1990, c'est Peter A. Casada (1941-2003) qui dirige les rénovations marquant « un retour progressif aux valeurs historiques de la Maison ». Les architectes bâlois Paola Maranta et Quintus Miller restaurent les chambres d’hôtes dès 1995, puis construisent de nouveaux espaces au sud en 2000, transforment le Bar et les salles de conférences, créent la nouvelle entrée, rénovent les couloirs en 2003-2005. En 2004, l'architecte Armonda Ruinelli conçoit de nouvelles chambres d’hôtes.
Un centre « Wellness » est élaboré avec Maranta et Miller : en 2013 débute le chantier qui dure cinq entre-saisons et se termine en décembre 2016.

### Saisons
Pendant les premières années, l'hôtel n'a été exploité que durant la saison d'été. Il est ouvert aussi durant la saison d'hiver depuis 1924 avec le but initial de rembourser les dettes accumulées. Cela nécessite l’installation de doubles vitrages et d'autres aménagements qui seront amortis déjà durant la première saison d’hiver. La guerre impose une interruption des saisons d’hiver dès 1939.
Dans le Guide bleu de la Suisse de 1956, l’hôtel Waldhaus est gratifié de 4 étoiles avec l’indication : « juin à septembre ; orchestre ; tennis ; garage ».
Les saisons d’hiver reprennent en 1955 sous la forme d’une « mini-saison » de Noël à mi-janvier. Les saisons d’hiver complètes reprennent en 1963.

### Direction et personnel
Josef Giger et sa femme Amalie Nigg ont conçu le Waldhaus, ils ont trois enfants : Gustav, Helen et Fanny. Gustav Giger (1878-1957) reprend brièvement la direction quand la santé de son père s'est trop dégradée, il se trouve confronté aux difficultés de la Première Guerre mondiale. En 1918, à la suite d'un conseil de famille, Helen Giger et son mari Oskar Kienberger (1879-1965) viennent en renfort (enfants : Oskar, Rolf, Helen et Gertrud). Rolf Kienberger (1917-1994) et son épouse Rita Müller (1926-2006) forment la quatrième génération à la tête du Waldhaus (enfants : Claudia, Jürg, Urs et Maria). Puis vient la quatrième génération avec Maria Kienberger et son mari Felix Dietrich dès 1977, complétée peu après par Urs Kienberger. Dès 2010, c'est la cinquième génération formée des frères Claudio et Patrick Dietrich qui dirige le Waldhaus.
En 2015, le journal saisonnier de l’hôtel donne une liste de 140 employés et 16 apprentis. La cuisine emploie 24 personnes, dont 8 apprentis et une stagiaire. Certains sont là depuis plus de 30 ans (le violoncelliste luxembourgeois depuis 67 saisons, le jardinier portugais depuis 60 saisons, le responsable des événements depuis 61 saisons, celui de la technique depuis 73 saisons). La direction apparaît en fin de liste, sous « divers », avec Claudio et Patrick Dietrich assistés par Urs Kienberger, Maria Dietrich et Felix Dietrich.

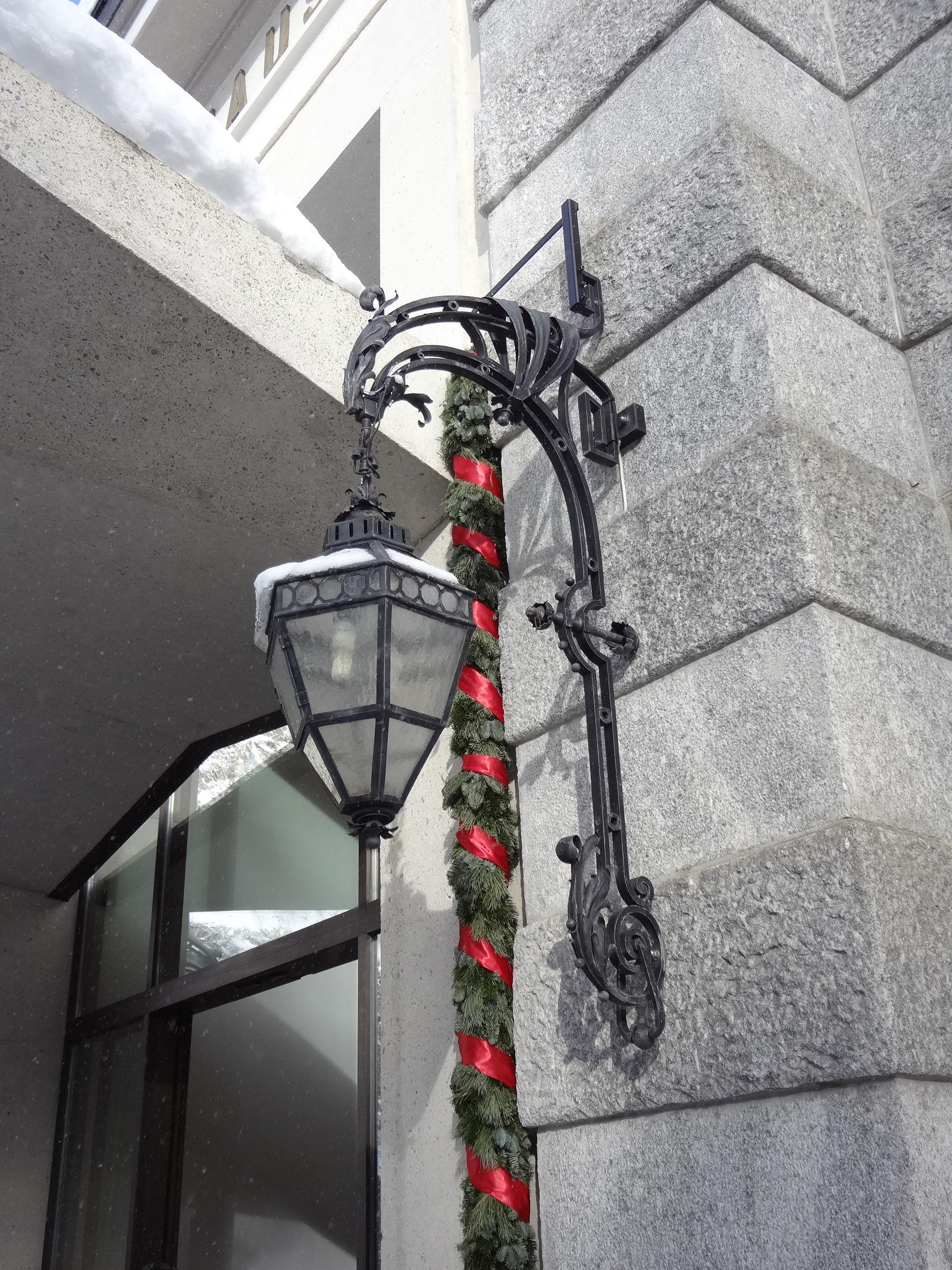
Lanterne à l’entrée du Waldhaus.

### Conservation
Cet hôtel historique est en grande partie conservé dans son état original, aussi bien à l'extérieur qu'à l'intérieur, y compris le mobilier.
L’escalier principal Belle Époque domine la hall d’entrée. Ses marches sont en marbre blanc, en marbre noir et blanc aux paliers. Une suspension Art nouveau constituée de plusieurs groupes de lampes accrochés à 4 chaînes traversent tous les étages, dans le vide central de l'escalier.
Le salon de musique (ou « Salon Empire ») est très authentique : le parquet, les lambris d’acajou, les miroirs, les cadres de portes, le plafond à baldaquin et les lustres Art nouveau sont d’origine, tout comme l’horloge et le piano mécanique Welte-Mignon (de) (acquis en 1910 à Fribourg-en-Brisgau pour la somme de 2 100 Reichsmark). Le bar (le salon de lecture jusqu’en 1929) a été conservé « en grande partie » : lambrissage, porte et colonnes ioniques en noyer massif, plafond en plâtre imitant un plafond à poutres en faux bois. Les pupitres de lecture de 1908 et la bibliothèque d’origine se trouvent depuis 2000 dans un nouveau salon de lecture dont les lambris en noyer datent de 1929.
Les salles à manger (la salle carrée et l’ancien restaurant devenu la Salle des mariages) ont été agrandies, tout en conservant certains aspects comme les moulures des plafonds et les lustres et appliques murales (certaines sont des originaux et d’autres des copies, style Art nouveau). Les chaises originales de 1908 se trouvent dans la « Salle des mariages ». Le restaurant  accessible depuis le bar se trouve dans une extension de 1929, c’était une pièce conçue par l'architecte Koller pour la 1re Exposition suisse sur le travail féminin en 1928, puis déplacée au Waldhaus. La cuisine avec son haut plafond et sa verrière d’origine n’a pas été transformée.
Les couloirs des étages ont conservé la sobriété de 1908, malgré leur rénovation en 2005. Les portes des chambres en bois madré et l’éclairage sont d’époque, les dalles sont remplacées selon le modèle original. Aujourd’hui, 22 chambres sont dotées de mobilier historique et trois salles de bains sont maintenues avec la robinetterie d’époque.
Les rénovations ont permis le rétablissement en 2000 des fenêtres du bar dans leur taille d’origine (plus grande), et la destruction en 2005 des saillies dans les couloirs (dues aux salles de bains ajoutées progressivement). Le piano Welte Mignon a été remis en état de fonctionnement en 1983 (il était hors d’usage depuis les années 1930) et figure de temps en temps au programme des animations.

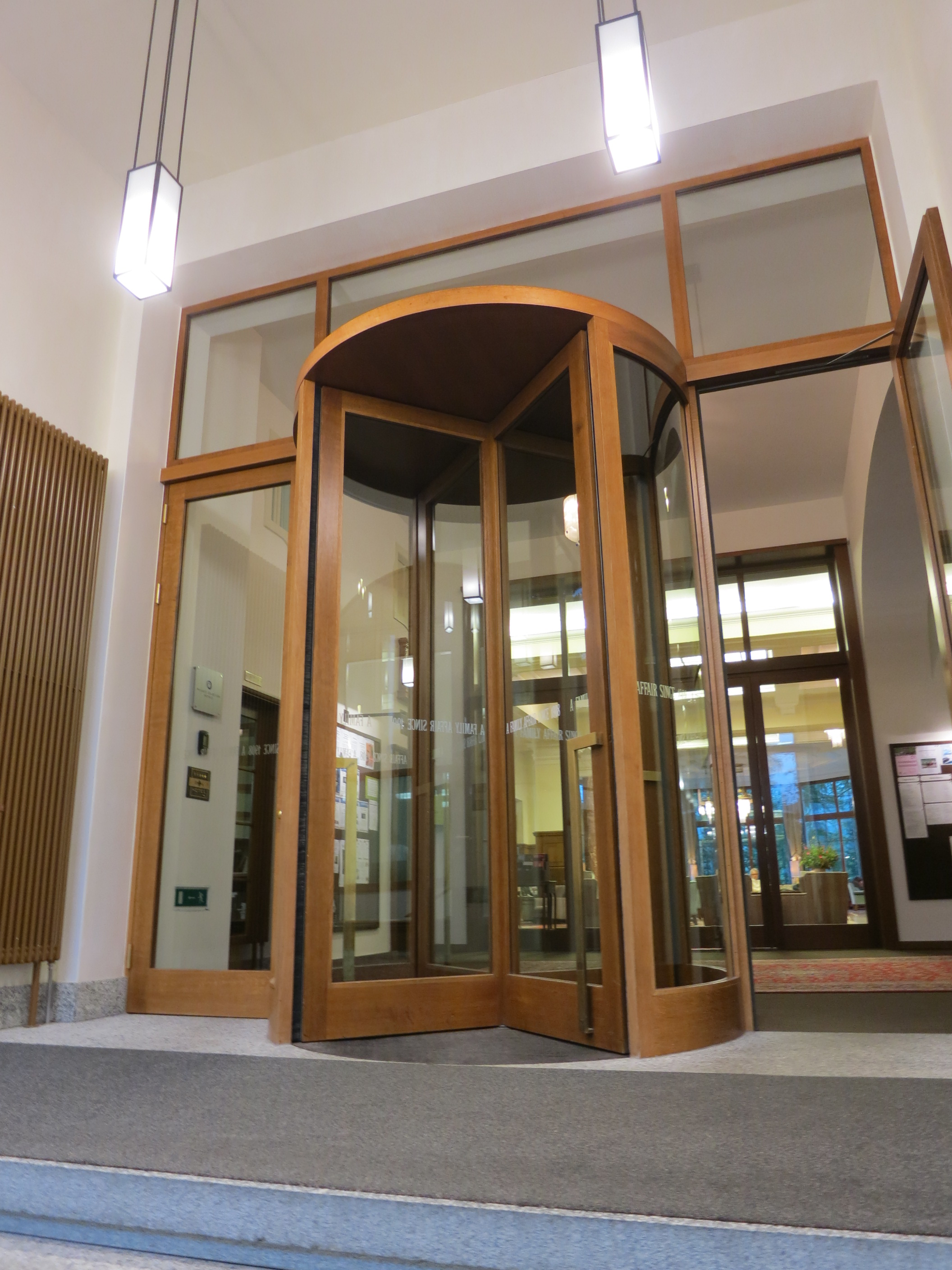
Entrée du Waldhaus, avec en arrière-plan le hall.

## Personnalités
On compte parmi les hôtes illustres,,, : Theodor W. Adorno, Thomas Bernhard, Joseph Beuys, David Bowie, Marc Chagall, Neville Chamberlain, Maurice Chappaz, Marion von Dönhoff, Friedrich Dürrenmatt, Albert Einstein, Pierre Fournier, Peter Handke, Clara Haskil, Hermann Hesse, Theodor Heuss, Arthur Honegger, Carl Gustav Jung, Erich Kästner, Otto Klemperer, Vivien Leigh, Primo Levi, Max Liebermann, Rolf Liebermann, Thomas Mann, François Mauriac, Alberto Moravia, Claus Peymann, Maurizio Pollini, Marcel Proust, Emil Rathenau, Michael Redgrave, Max Reinhardt, Gerhard Richter, Paul Sacher, Maximilian Schell, Vreni Schneider, Rudolf Serkin, Georg Solti, Fritz Stern, Rod Stewart, Richard Strauss, George Szell, Rabindranath Tagore, Richard Tauber, Luchino Visconti (déjà à l’âge de 3 ans), Vicco von Bülow, Bruno Walter, Jean Cocteau, André Gide.

## Reconnaissances
Le bâtiment est inscrit comme bien culturel d'importance régionale.
En 2005, le Waldhaus reçoit le titre d'« hôtel historique de l'année » de la section suisse du Conseil international des monuments et des sites (ICOMOS).
Le Waldhaus appartient à la sélection mondiale Historic Hotels Worldwide depuis 2014, et reçoit le prix d’excellence pour l’Europe en 2017.
En 2015, à l’occasion de ses 20 ans, l’ICOMOS-Suisse décerne aux familles Dietrich et Kienberger le « prix Jubilé 2016 ».

## Filmographie
En 1996, le film Rien ne va plus de Claude Chabrol, avec Isabelle Huppert, Michel Serrault, François Cluzet, est partiellement tourné dans l'hôtel Waldhaus.
Un autre film est tourné partiellement au sein du Waldhaus, en 2013 : Sils Maria (en anglais : Clouds of Sils Maria) réalisé par Olivier Assayas, avec Juliette Binoche et Kristen Stewart, sorti en 2014. Les actrices ont logé au Waldhaus durant le tournage,,.